# Sebastes constellatus

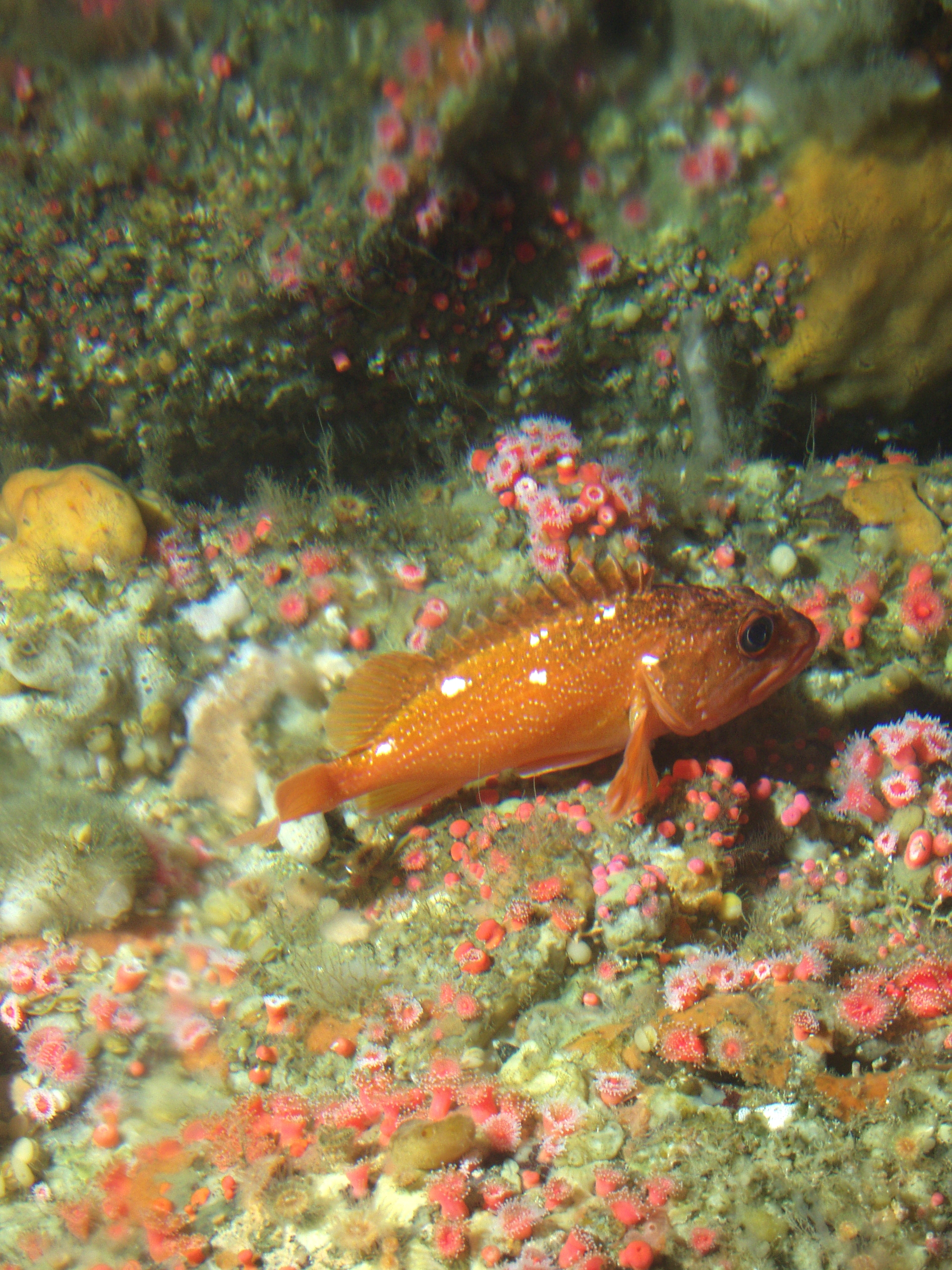

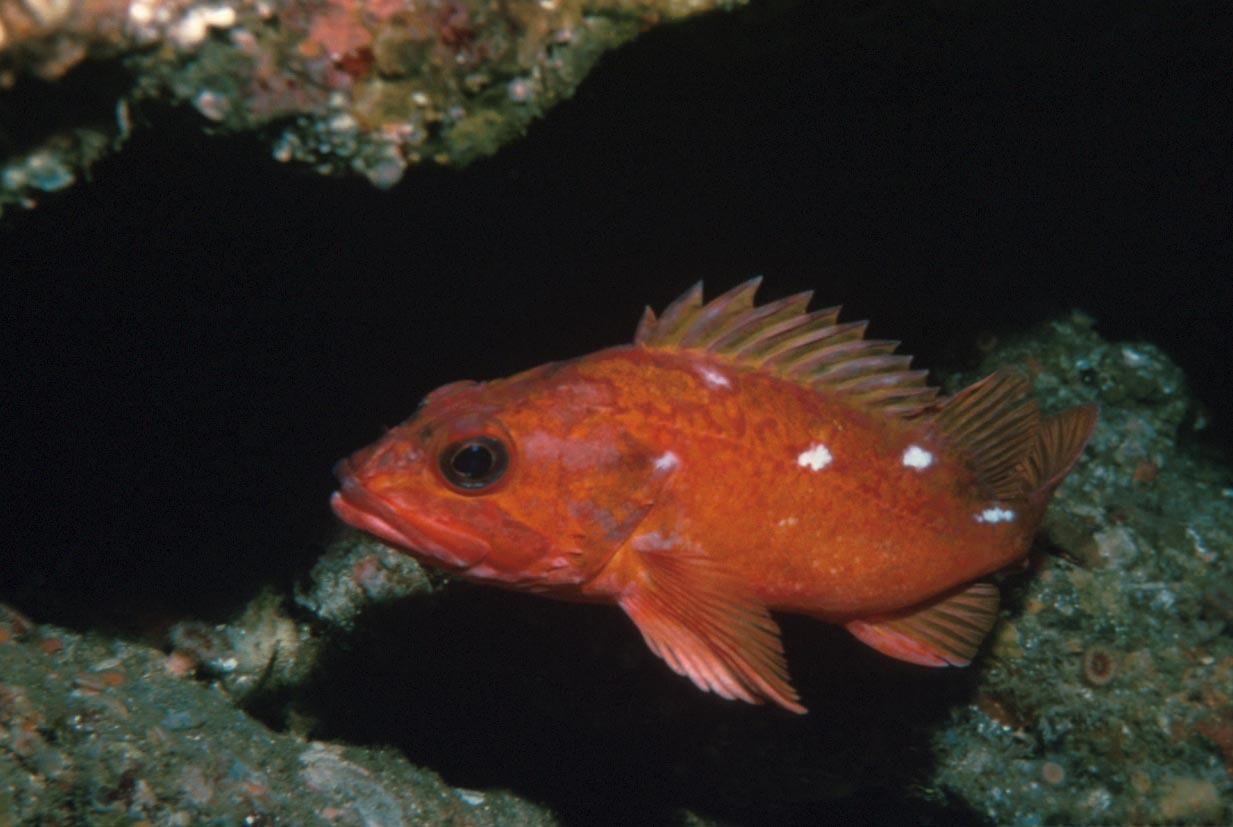

Sebastes constellatus és una espècie de peix pertanyent a la família dels sebàstids i a l'ordre dels escorpeniformes.

## Etimologia
Sebastes prové del mot grec sebastes (august, venerable), mentre que la paraula llatina constellatus (estelat) fa referència a les seues múltiples petites taques clares.

## Descripció
El cos, robust, fa 46 cm de llargària màxima i 1 kg de pes. 13-14 espines i 12-14 radis tous a l'única aleta dorsal. 3 espines i 5-7 radis tous a l'aleta anal. 25-26 vèrtebres. 7 radis branquiòstegs. Línia lateral contínua. 17-21 branquiespines al braç inferior i 7-9 al superior. Absència d'aleta adiposa. Cap espina i 16-18 radis tous a les aletes pectorals. 1 espina i 5-5 radis tous a les aletes pelvianes. Boca gran i amb la mandíbula inferior projectant-se lleugerament més enllà de la superior quan la boca roman tancada. Els joves són de color groc llimona, mentre que els adults varien entre un taronja brillant i un color gairebé marró. Presenta 3-5 taques blanquinoses a la part posterior, les quals es tornen de color rosa després de la captura. Tots els joves de més edat i els adults tenen taquetes grogues, blanquinoses o, fins i tot, blaves (després d'ésser capturats) esquitxades abundantment per la superfície del cos. Quan és observat sota l'aigua des de certa distància o en condicions tèrboles, aquestes taquetes no són evidents i és difícil diferenciar-lo de Sebastes rosaceus. No obstant això, aquesta espècie té un cap arrodonit característic que no es troba en altres sebàstids que tenen taques blanques (subgènere Sebastomus). Encara que les femelles poden assolir una mida més gran que els mascles, tots dos sexes creixen al mateix ritme i tenen cicles de vida similars. Al sud de Califòrnia, alguns mascles esdevenen madurs als 18 cm i als 4 anys de vida, i tots ells maduren als 27 cm i als 12 anys. Les anàlisis de l'ADN mitocondrial suggereixen que aquesta espècie és la més estretament relacionada amb les espècies de Sebastes que es troben a l'hemisferi sud, la qual cosa fa pensar que un avantpassat de tots dos grups va travessar la barrera d'aigües càlides tropicals entre Nord-amèrica i Sud-amèrica durant una edat glacial recent. Aquest és probablement un dels casos d'especiació més recents entre els sebàstids, ocorregut possiblement fa entre 100.000 i 300.000 anys.

## Reproducció
És vivípar, de fecundació interna i amb larves planctòniques i joves pelàgics. Les femelles poden pondre entre 34.000 i 772.000 ous. Al corrent de Califòrnia, la posta té lloc entre el març i el maig. Les larves fan 4 mm de llargada en el moment de la posta.

## Alimentació
Hom creu que menja krill, crustacis bentònics i peixets.

## Hàbitat i distribució geogràfica
És un peix marí, amb els adults associats als esculls (entre 24 i 274 m de fondària, normalment entre 60 i 149) i de clima subtropical, el qual viu al Pacífic oriental: des de San Francisco (Califòrnia, els Estats Units) fins al sud de Baixa Califòrnia -és abundant al voltant de l'illa Guadalupe- (Mèxic), incloent-hi el corrent de Califòrnia.

## Observacions
És inofensiu per als humans, de costums solitaris, el seu índex de vulnerabilitat és d'alt a molt alt (67 de 100), té una longevitat de 32 anys, és capturat de manera ocasional pels pescadors esportius i és venut sobretot als mercats asiàtics. Alguns exemplars d'aquesta espècie capturats a la badia de Santa Monica l'any 1970 tenien les més altes concentracions de DDT que s'han trobat mai en peixos del sud de Califòrnia.